# Massao Shinohara
Massao Shinohara (Presidente Prudente, 1925 – São Paulo, 5 de dezembro de 2020) foi um judoca e sensei brasileiro.
Filho de imigrantes japoneses, Massao nasceu em Presidente Prudente, mas cresceu na cidade de Embu das Artes, e passou a praticar judô aos 15 anos, em 1940. Em 1956 fundou a Associação de Judô Vila Sônia, em São Paulo, tornando-se referência de judô no país. Em sua carreira como professor, formou atletas reconhecidos, como Carlos Honorato e Aurélio Miguel. É o único no país com a graduação máxima do judô, o 10º Dan, que recebeu da Confederação Brasileira de Judô em 2017, em cerimônia realizada na própria Associação de Judô Vila Sônia.
Shinohara foi técnico da seleção olímpica nos Jogos Olímpicos de Los Angeles, em 1984; onde Douglas Vieira conquistou a prata e Luiz Onmura e Walter Carmona que conquistaram o bronze. Ele é pai de Luiz Shinohara, técnico da seleção brasileira de judô desde 2002.
Faleceu em 5 de dezembro de 2020, aos 95 anos, em São Paulo.